# Zone di protezione speciale della Sicilia
Le zone di protezione speciale della Sicilia, individuate in base alla Direttiva Uccelli (Direttiva 2009/147/CE) e appartenenti alla rete Natura 2000, sono 30 e comprendono circa 289 591 ettari di superficie terrestre e 109 880 ettari di superficie marina.

## Zone di protezione speciale
| Definizione dell’area                                                                      | Immagine | Codice Natura 2000 | Note                           | Sup.  | Coordinate              |
| ------------------------------------------------------------------------------------------ | -------- | ------------------ | ------------------------------ | ----- | ----------------------- |
| Paludi di Capo Feto e Margi Spanò                                                          |          | ITA010006          |                                | 350   | 37.689167°N 12.497778°E |
| Arcipelago delle Egadi - area marina e terrestre                                           |          | ITA010027          |                                | 48291 | 37.963375°N 12.220323°E |
| Stagnone di Marsala e Saline di Trapani - area marina e terrestre                          |          | ITA010028          |                                | 3731  | 37.877459°N 12.45795°E  |
| Monte Cofano, Capo San Vito e Monte Sparagio                                               |          | ITA010029          |                                | 15231 | 38.089076°N 12.780474°E |
| Isola di Pantelleria e area marina circostante                                             |          | ITA010030          |                                | 15778 | 36.740618°N 11.993013°E |
| Laghetti di Preola e Gorghi Tondi, Sciare di Mazara e Pantano Leone                        |          | ITA010031          |                                | 1652  | 37.594353°N 12.679506°E |
| Isola di Ustica (area protetta)                                                            |          | ITA020010          |                                | 349   | 38.694637°N 13.175607°E |
| Monte Iato, Kumeta, Maganoce e Pizzo Parrino                                               |          | ITA020027          |                                | 3034  | 37.958056°N 13.279444°E |
| Monte Matassaro, Monte Gradara e Monte Signora                                             |          | ITA020030          |                                | 3989  | 38.014444°N 13.176389°E |
| Rocche di Entella                                                                          |          | ITA020042          |                                | 178   | 37.779342°N 13.117275°E |
| Monti Sicani, Rocca Busambra e Bosco della Ficuzza                                         |          | ITA020048          |                                | 59355 | 37.642739°N 13.318447°E |
| Monte Pecoraro e Pizzo Cirina                                                              |          | ITA020049          |                                | 8603  | 38.122414°N 13.140889°E |
| Parco delle Madonie                                                                        |          | ITA020050          | Si sovrappone al 90% col Parco | 40860 | 37.86562°N 14.018412°E  |
| Monti Peloritani, Dorsale Curcuraci, Antennamare e area marina dello stretto di Messina    |          | ITA030042          |                                | 27993 | 38.260217°N 15.562879°E |
| Monti Nebrodi (area protetta)                                                              |          | ITA030043          |                                | 70529 | 37.928181°N 14.710249°E |
| Arcipelago delle Eolie - area marina e terrestre                                           |          | ITA030044          |                                | 40432 | 38.496256°N 14.900255°E |
| Arcipelago delle Pelagie - area marina e terrestre                                         |          | ITA040013          |                                | 12729 | 35.51453°N 12.574029°E  |
| Monte Conca                                                                                |          | ITA050006          |                                | 1407  | 37.489444°N 13.704444°E |
| Torre Manfria, Biviere e Piana di Gela                                                     |          | ITA050012          |                                | 25057 | 37.100948°N 14.332267°E |
| Lago di Pergusa (area protetta)                                                            |          | ITA060002          |                                | 428   | 37.512783°N 14.304671°E |
| La Gurna                                                                                   |          | ITA070003          |                                | 41    | 37.769554°N 15.219482°E |
| Canalone del Tripodo                                                                       |          | ITA070015          |                                | 1946  | 37.704722°N 15.043611°E |
| Valle del Bove (area protetta)                                                             |          | ITA070016          |                                | 3101  | 37.726111°N 15.039167°E |
| Sciare di Roccazzo della Bandiera                                                          |          | ITA070017          |                                | 2760  | 37.769167°N 14.893611°E |
| Piano dei Grilli                                                                           |          | ITA070018          |                                | 1239  | 37.745°N 14.853889°E    |
| Biviere di Lentini, tratto mediano e foce del Fiume Simeto e area antistante la foce       |          | ITA070029          |                                | 6194  | 37.387086°N 14.998657°E |
| Saline di Siracusa e Fiume Ciane                                                           |          | ITA090006          |                                | 362   | 37.043889°N 15.2425°E   |
| Saline di Priolo                                                                           |          | ITA090013          | Si sovrappone al 100% al parco | 232   | 37.144444°N 15.213333°E |
| Saline di Augusta                                                                          |          | ITA090014          |                                | 63    | 37.247035°N 15.213147°E |
| Pantani della Sicilia sud-orientale, Morghella, di Marzamemi, di Punta Pilieri e Vendicari |          | ITA090029          |                                | 3559  | 36.692757°N 15.039989°E |